# Panaxia regalis
Panaxia regalis är en fjärilsart som beskrevs av John Henry Leech 1889. Panaxia regalis ingår i släktet Panaxia och familjen björnspinnare. Inga underarter finns listade i Catalogue of Life.